# 弗兰克·瓦滕贝格
弗兰克·瓦滕贝格（德語：Frank Wartenberg，1955年5月29日—），德国男子田径运动员，主攻跳远。他曾代表东德参加1976年夏季奥林匹克运动会田径比赛，获得男子跳远铜牌。